# Paul von Kneussl
Paul von Kneussl  (n. 27 iunie 1862, Lindau, Illerkreis⁠(d), Regatul Bavariei – d. 16 februarie 1928, München, Republica de la Weimar) a fost unul dintre generalii Armatei Imperiale Germane din Primul Război Mondial. 
A îndeplinit funcția de comandant al Diviziei 11 Bavareză în campania acesteia din România, având gradul de general-locotenent.:p. 183